# Hochzeitsreise (1927)
Hochzeitsreise ist eine US-amerikanische Stummfilmkomödie aus dem Jahr 1927 von Clyde Bruckman mit Monty Banks in der Hauptrolle. Den Verleih übernahm Pathé Exchange.

## Handlung
Monty Milde, der gerade sein Jurastudium abgeschlossen hat, fährt mit dem Zug in die Stadt und lernt an Bord die Tochter von William Baker kennen. Sie werden für ein frisch verheiratetes Paar gehalten, doch die Tatsache, dass Monty die Koje über der des Mädchens hat, macht ihre Lage umso peinlicher. Es stellt sich heraus, dass Monty als Anwalt für den Vater des Mädchens engagiert wurde, der beweisen will, dass sein Bruder ein Testament gefälscht hat, wodurch er und seine Tochter um ihr rechtmäßiges Vermögen gebracht wurden. Ein entscheidender Brief wird von seinen Gegnern zerstört, als er von einem Zeugen hintergangen wird. Monty entdeckt jedoch, dass das Wasserzeichen, ein Hufeisen, auf dem Testament nach dem Datum auf dem Dokument datiert ist. Nach vielen Schwierigkeiten gewinnt er den Fall und heiratet das Mädchen tatsächlich.

## Veröffentlichung
Die Premiere des Films fand am 17. April 1927 statt. 1928 kam er im Deutschen  Reich und in Österreich in die Kinos.